# 4′33″

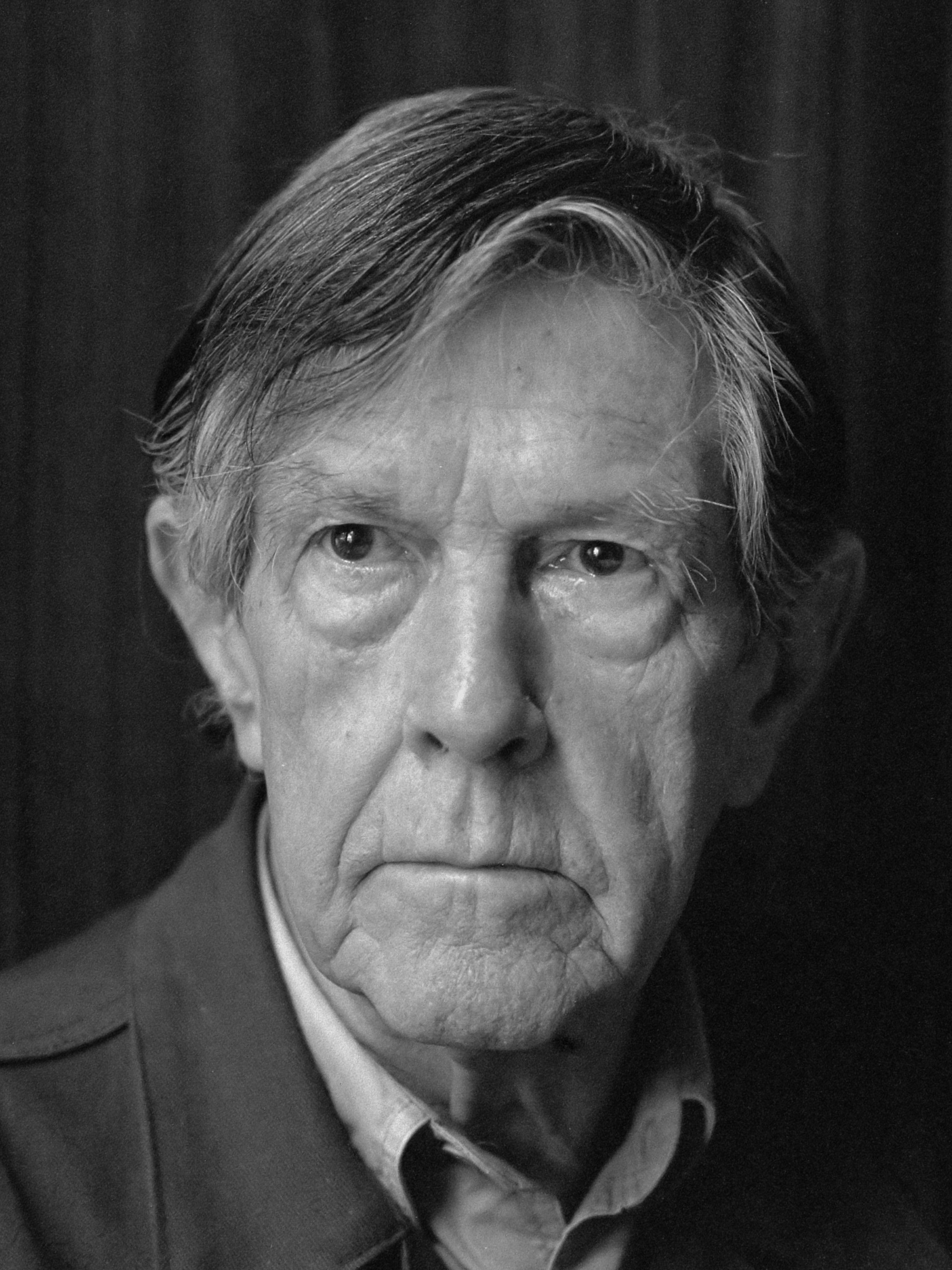
Foto del compositor John Cage

4′33″ (pronunciado cuatro, treinta y tres en español, y en inglés four thirty-three o four minutes, thirty-three seconds) es una obra musical en tres movimientos del compositor estadounidense de vanguardia John Cage en 1952. La pieza puede ser interpretada por cualquier instrumento o conjunto de instrumentos. En la partitura, con una única palabra, «Tacet», se indica al intérprete que ha de guardar silencio y no tocar su instrumento durante cuatro minutos y treinta y tres segundos. Aunque comúnmente se considera que se trata de «cuatro minutos y treinta y tres segundos de silencio», algunos teóricos de las vanguardias musicales consideran que el material sonoro de la obra lo componen los ruidos que escucha el espectador durante ese tiempo. Con el paso de los años 4′33″ se ha convertido en la obra más famosa y controvertida de John Cage.

## Historia de la composición

### Antecedentes e influencias
El silencio jugó un rol fundamental en multitud de trabajos de Cage anteriores a 4′33″. El Dueto para Dos Flautas (1934), compuesto cuando Cage tenía 22 años, abre en silencio, e igualmente el silencio fue un importante elemento estructural en algunas de sus Sonatas e Interludios (1946–48), Music of Changes (1951) y Dos Pastorales (1951). El Concierto para piano preparado y orquesta (1951) cierra con un silencio extendido, y Esperando (1952), una pieza de piano compuesto solo meses antes de 4′33″, lo forman largos silencios encuadrando un patrón sencillo y corto de ostinato. 
La primera vez que Cage mencionó la idea de una pieza compuesta completamente de silencio fue durante una clase en 1947 (o 1948) en la Universidad de Vassar, A Composer's Confessions. En esa época, no obstante, Cage sentía que ese tipo de pieza sería «incomprensible en el contexto occidental», y era reacio a escribirla. El pintor Alfred Leslie recuerda a Cage presentando «una charla de un minuto de silencio» frente a una ventana hacia finales de los años 1940 al visitar Studio 35 en la Universidad de Nueva York.
En 1951, Cage visitó la cámara anecoica de la Universidad de Harvard. Cage entró en la cámara esperando escuchar silencio, pero más tarde escribió: «oía dos sonidos, uno alto y otro bajo. Cuando se los describí al ingeniero a cargo, me informó que el alto era mi sistema nervioso, y el bajo mi sangre en circulación». La realización, tal y como la vio, de la imposibilidad del silencio le llevó a la composición de 4′33″, después de asistir ese mismo año a una exposición de Robert Rauschenberg en el Black Mountain College, donde la contemplación de unos lienzos completamente blancos le hizo pensar que la música estaba quedándose atrás de otras artes visuales y, según relató más tarde, le proporcionó la inspiración inmediata para la obra.

### Precursores
Se suele insertar la obra de Cage de modo amplio en el contexto rupturista que tuvo lugar en diferentes disciplinas artísticas al comienzo del siglo XX, tanto en pintura como en literatura y música. En el ámbito musical, además, Cage no fue el primer compositor en concebir una pieza formada solamente de silencio. Otros ejemplos anteriores o posteriores incluyen los siguientes:
- La Marcha Fúnebre para las Exequias de un Hombre Sordo Alphonse Allais (1897), formada por nueve compases en blanco. Allais era cercano a Erik Satie, y dada la profunda admiración que Cage sentía por Satie, la posibilidad de que Cage se inspirara en esta marcha es tentadora. Sin embargo, de acuerdo con el propio Cage, él desconocía esta composición en la época en que compuso 4'33" (aunque había oído hablar de un libreto totalmente en blanco del siglo XIX).
- In futurum de Erwin Schulhoff (1919), un movimiento del Fünf Pittoresken para piano.
- En el libro Cornelium de Harold Acton (1928) un músico dirige «interpretaciones formadas principalmente de silencio».[11]
- La Sinfonía de Silencio-Monótono de Yves Klein (1949).
- En el libro GOG de Giovanni Papini publicado en 1931 podemos encontrar un pasaje que habla del tema. https://eteatro.wordpress.com/2009/06/13/el-silencio-de-giovanni-papini-del-libro-gog/

### Estreno y recepción
La presentación de los tres movimientos de 4'33″ fue ofrecida por David Tudor el 29 de agosto de 1952, en Woodstock, Nueva York, como parte de un recital de música contemporánea para piano. La audiencia le vio sentarse al piano y, para señalar el comienzo de la pieza, cerrar la tapa del teclado. Un poco después, la abrió ligeramente para señalar el final del primer movimiento. Este proceso fue repetido para el segundo y tercer movimiento.
La pieza ha sido controvertida hasta la actualidad, y se ve como un desafío a la misma definición de música.
Se ha afirmado que la obra 4'33" de John Cage representa el comienzo de la música noise (del inglés 'ruido'), en la medida que este tipo de música está creada a partir de sonidos incidentales o aleatorios que representan la tensión entre sonidos «deseables» (notas correctamente tocadas) e indeseables, los «ruidos».

### 4′33″ No. 2
En 1962, Cage escribió 0'00", que en ocasiones se conoce como 4'33" No. 2. La dirección originalmente estuvo formada solo por una frase: «En una situación con máxima amplificación, interprete una acción disciplinada». La primera interpretación fue la escritura por Cage de esta frase.
La segunda interpretación añadió cuatro nuevos elementos cualitativos a la dirección: «El intérprete debería permitir cualquier interrupción de la acción, la acción debería acarrear una obligación para con otros, la misma acción no debería ser utilizada en más de una interpretación, y no debería ser la interpretación de una composición musical».

### Audio
- John Cage's 4'33" en formatos MIDI, OGG, Au y WAV.
- John Cage's 4'33" en "los 100 trabajos musicales más importantes de la música norteamericana del siglo XX" de la National Public Radio (formato Real Audio)

- Datos: Q12030